# Simon Ebonog
Simon Ebonog (* 16. August 2004 in Yaoundé) ist ein französisch-kamerunischer Fußballspieler, der bei Le Havre AC unter Vertrag steht.

## Karriere

### Verein
Ebonog begann seine fußballerische Ausbildung 2010 bei Paris Saint-Germain in der Jugendakademie. Im Sommer 2016 wechselte er zum AC Boulogne, wobei er ein Jahr später beim CFF Paris unterschrieb. Im August 2019 wurde er von der Jugendakademie des Le Havre AC unter Vertrag genommen. In der Spielzeit 2021/22 war er Stammspieler in der U19-Mannschaft und spielte dort 20 Ligaspiele und zwei Partien in der Coupe Gambardella. Zudem lief er bereits die ersten Male für die zweite Männermannschaft  in der National 3 auf. Nach der Saison, im Juli 2022, unterschrieb er seinen ersten Profivertrag bei dem Verein bis Juni 2025. Auch in der Saison 2022/23 spielte er noch einige Juniorenspiele, wurde aber schon fest in das Zweitteam integriert. Am 29. April 2023 (33. Spieltag) debütierte er nach Einwechslung für Oussama Targhalline bei einem 2:1-Sieg über SM Caen in der Ligue 2 für die Profis. Dies blieb sein einziger Profieinsatz und die Mannschaft stieg als Zweitligameister in die Ligue 1 auf. Dort kam er nach zahlreichen weiteren Fünftligapartien am 22. Spieltag gegen den OSC Lille zu seinem Erstligadebüt.
Für die Saison 2024/25 wurde Ebonog an AS Nancy verliehen.

### Nationalmannschaft
Seit November 2023 ist Ebonog Nationalspieler des U20-Teams Frankreichs.

## Erfolge
Le Havre AC
- Meister der Ligue 2: 2023  ▲